# Hylorina sylvatica
Hylorina sylvatica is een kikker uit de familie Batrachylidae. De groep werd voor het eerst wetenschappelijk beschreven door Bell in 1843. Later werd de wetenschappelijke naam Cystignathus aeneus gebruikt. De soort werd lange tijd tot de familie Ceratophryidae gerekend. Het is de enige soort uit het geslacht Hylorina.

## Uiterlijke kenmerken
De lengte is ongeveer 5,5 centimeter voor mannetjes, vrouwtjes bereiken een lengte van 6,6 cm. De kleur is groen met donkere en lichtere onregelmatige vlekken, mannetjes zijn bonter gekleurd dan vrouwtjes. 's Nachts zijn de dieren donkergroen van kleur, overdag lichtgroen met aan weerszijden van de rug is een brede lengtestreep aanwezig. De pupil is verticaal en elliptisch.

## Verspreiding en habitat
Hylorina sylvatica komt voor in delen van Zuid-Amerika en leeft in de landen Argentinië en Chili. De habitat bestaat uit bossen in het oostelijke deel van de Andes, de soort wordt vaak aangetroffen met de schijnbeuk (geslacht Nothofagus), en leeft op de bodem van het bos in de strooisellaag of onder objecten als houtblokken en stenen. De kikker wordt aangetroffen in de wat donkere delen van het woud, alleen tijdens de voortplantingstijd worden meer open delen opgezocht bij meren en lagunes.

## Voortplanting
De eieren worden onder water afgezet bij de oever van het water. De kikkervisjes komen na ongeveer tien dagen uit, na ongeveer een jaar vindt de metamorfose plaats.